# Brzice
Brzice är en ort i Tjeckien. Den ligger i den nordöstra delen av landet, 120 km öster om huvudstaden Prag. Brzice ligger 416 meter över havet och antalet invånare är 201.
Terrängen runt Brzice är huvudsakligen platt, men västerut är den kuperad. Runt Brzice är det ganska glesbefolkat, med 40 invånare per kvadratkilometer. Närmaste större samhälle är Trutnov, 13,3 km norr om Brzice. Trakten runt Brzice består till största delen av jordbruksmark.